# إدارة فلوريدا
إدارة فلوريدا (بالإسبانية: Departamento de Florida)(تلفظ بالإسبانية: ‎/floˈɾiða/‏) هي واحدة من إدارات الأوروغواي، عاصمتها فلوريدا. تقع في وسط البلاد تحدها إدارة دورازنو من الشمال وإداراتي ترينتا ت تريس ولافاليخا من الشرق وإدارة كانيلونيس من الجنوب وإداراتي فلوريس وسان خوسيه من الغرب.

## التاريخ
أنشئ حصن فورتين ديل بنتادو في عام 1760 وهو أول مستوطنة في الإدارة، أنشئت إدارة «فيلا دي سان فرناندو دي لا فلوريدا» في عام 1809. أنشئت حكومة مؤقتة في عاصمة الإدارة أثناء أحداث استقلال أوروغواي. اقتطعت إدارة فلوريدا في 10 يوليو 1858 من إدارة سان خوسيه.

## جغرافيا
تقع الإدارة في وسط جنوب البلاد، وتبلغ مساحتها 10,417 كيلومتر مربع، في حين أن جنوب المقاطعة مسطح فالشمال والشرق فيهما بعض من الجبال.

## التركيبة السكانية
بلغ عدد سكان إدارة فلوريدا 67,048 (32,953 ذكر و34,095 أنثى) و29,437 أسرة في عام 2011.
البيانات الديموغرافية لإدارة فلوريدا عام 2010:
- معدل النمو السكاني: 0.431٪
- معدل المواليد: 13.92 مولود / 1000 شخص
- معدل الوفيات: 9.56 حالة وفاة / 1000 شخص
- متوسط العمر: 33.5 (32.4 ذكور، 34.6 إناث)
- متوسط العمر المتوقع:
  - مجموع السكان: 77.43 سنة
  - ذكور: 74.28 سنة
  - أنثى: 80.91 سنة
- متوسط دخل الأسرة الواحدة: 21,978 بيزو شهرياً
- دخل الفرد في الحضر: 9039 بيزو / شهر

| المدن               | تعداد السكان |
| ------------------- | ------------ |
| فلوريدا             | 33,639       |
| ساراندي غراندي      | 6,130        |
| كاسوبا              | 2,402        |
| فراي ماركوس         | 2,398        |
| فينتشينكو دي مايو   | 1,852        |
| فينتشينكو دي أغوستو | 1,849        |
| أليخاندرو جالينال   | 1,357        |
| كاردال              | 1,202        |
| نيكو بيريز          | 1,030        |

## الحكومة
تذكر المادة 262 من دستور الجمهورية ''تتولى المجالس الإدارية إدارة شؤون الإدارات باستثناء خدمة الأمن العام. تقع مقرات هذه المجالس في عواصم الإدارات، وتباشر أعمالها بعد مرور ستين يومًا على انتخابها. كما تنص المادة على أنه يجوز للعمدة تفويض السلطات المحلية بموافقة المجلس الإداري لأداء بعض المهام ضمن المناطق الإقليمية التابعة لكل منها''.

### البلديات
يوجد في مقاطعة فلوريدا 3 بلديات. أنشئت بلديتي كاسوبا وساراندي غراندي بموجب القانون رقم 18653 في 15 مارس 2010. ثم أنشئت بلدية فراي ماركوس الثالثة في عام 2015.
| الخريطة | البلدية        | المساحة (كم²) | تعداد السكان (تعداد 2011) |
| ------- | -------------- | ------------- | ------------------------- |
|         | كاسوبا         | 94.7          | 2228                      |
|         | فراي ماركوس    | 279.4         | 3432                      |
|         | ساراندي غراندي | 211.5         | 6509                      |

## الاقتصاد
يقوم اقتصاد الإدارة على الزراعة، التي ترويها الأنهار والجداول الكثيرة التي جري فيها. ومن المحاصيل الأساسية التي تزرع فيها القمح والشوفان والذرة ودوار الشمس. كما تسهم الإدارة بنحو 40٪ من إجمالي إنتاج الألبان في البلاد. يوجد في الإدارة محطات لإنتاج البيض والدواجن، توجد مدرسة متخصصة أنشئت في عام 1964 موجهة للطلاب الذين أكملوا التعليم الثانوي الأساسي ويستعدون لمتابعة دراستهم في مرحلة البكالوريا في هذا المجال.
تحتوي المنطقة على رواسب من خام الحديد في منحدرات مجرى فالنتين، قُدرت احتياطاتها في أوائل التسعينيات بحوالي 12 مليون طن وتُقدر حاليًا بنحو 19 مليون طن.